# Affiliation (internet)
Pour les articles homonymes, voir affiliation.
 (juin 2020).
Si vous disposez d'ouvrages ou d'articles de référence ou si vous connaissez des sites web de qualité traitant du thème abordé ici, merci de compléter l'article en donnant les références utiles à sa vérifiabilité et en les liant à la section « Notes et références ».
L'affiliation sur Internet est une technique de marketing électronique permettant à un site web annonceur de promouvoir ses produits ou ses services en proposant une rémunération à d'autres sites web éditeurs (affiliés) en échange d'un apport de ventes, d'inscriptions ou de trafic.

## Définition de l'affiliation
L'affiliation est un partenariat entre un apporteur de trafic et un site commercial cherchant à développer son activité. Le site commercial, alors nommé Annonceur propose un programme d'affiliation au site souhaitant rentabiliser son trafic, alors nommé Affilié. Le programme d'affiliation décrit la manière dont l'affilié sera rémunéré en faisant la promotion des produits ou services de l'annonceur. Les modes de rémunération peuvent être variés, il s'agit le plus souvent : 
- d'une rémunération au pourcentage. Ce pourcentage, calculé sur le montant total de la vente, est reversé à l'affilié qui la génère ;
- d'une rémunération fixe. Ce montant fixe est payé à l'affilié dès qu'il génère un lead, par exemple une demandes de devis, ou une inscription à une newsletter.  (voir Coût par lead) ;
- d'une rémunération au clic. Un montant fixe sera payé à l'affilié pour chaque clic généré vers le site de l'annonceur. (voir Coût par clic).

Certains annonceurs ont leur propre programme d'affiliation, c'est le cas d'Amazon, de eBay ou de Airbnb par exemple.  
Un programme d'affiliation met à disposition des affiliés des liens textes, des bannières, et des catalogues produits.  
Les catalogues produits sont utilisés par les affiliés comparateurs de prix, et les affiliés du reciblage publicitaire.  
Lorsque plusieurs affiliés ont été acteurs sur une vente, le service d'affiliation attribue la vente à l'un des affiliés en fonction des règles établies par l'annonceur. En général, il s'agit d'attribution au dernier clic : le site affilié ayant généré le dernier clic se voit attribuer la vente, et donc la commission.

## Histoire de l'affiliation
Pour l'affiliation sur Internet, l'histoire commence au milieu des années 1990. Le web commence à se développer et les premiers sites marchands apparaissent. La paternité de l'affiliation est débattue entre Amazon (en juillet 1996) et l'industrie du X sur le web : le site CyberErotica serait connu pour être le premier site, ou l'un des tout premiers, à avoir mis en place un programme d'affiliation. À l'époque, il s'agissait d'un programme au Coût par clic (CPC). Les webmestres étaient rémunérés pour chaque visiteur « envoyé » vers le site. Adopté par d'autres sites du site du secteur à la même période, il fut peu à peu abandonné à cause du taux trop important de fraudes au clic.
Les sites de l'industrie porno se sont alors très vite tournés vers le modèle du Cout par Vente (CPV), commissionnant les affiliés pour chaque vente ou abonnement généré.

## En France
La technique est apparue en France en 1999. Mais il a fallu attendre environ 5 années avant que la part des ventes générées par l'affiliation ne devienne une importante source de trafic pour quelques centaines de sites marchands. Le domaine de l'affiliation en France est un secteur où des centaines voire des milliers d'acteurs français comme étrangers se partagent le marché.
Il est impossible de donner de manière précise les "chiffres de l'affiliation" car les éditeurs de sites français travaillent aussi bien avec des programmes d'affiliation étrangers (Google Adsense, Amazon par exemple) et français, et certains services d'affiliation ne dévoilent pas leurs chiffres par pays souvent pour des raisons de protection contre la concurrence.
En France, un Collectif des Plateformes d'Affiliation (CPA) a été créé en février 2009 par sept acteurs du marché. Le but est de redéfinir les règles du secteur entre affiliés, annonceurs et plateformes. En 2014, ce collectif a été renommé Collectif de la Performance dans le but d'élargir ses missions à l'ensemble du marché de l'achat à la Performance.
Une forme couramment utilisée par les services d'affiliation est la marque blanche, on compte ainsi une centaine de marques blanches sur le plan francophone, dans des secteurs divers.

## Dans la pratique
Un programme d'affiliation est généralement public, et les affiliés postulent au programme fourni par l'annonceur. L'annonceur autorise ensuite l'affilié à relayer le programme, si celui-ci est en adéquation avec ses critères de sélection. 
Les rémunérations peuvent varier d'un affilié à l'autre, en fonction du secteur d'activité et de l'importance de l'affilié. En général, les affiliés apportant un gros volume de conversions obtiennent des rémunérations plus avantageuses. L'annonceur doit par ailleurs animer son programme afin de le rendre attrayant: des challenges récompensant les meilleurs affiliés ou des augmentations temporaires de commissionnement sont ainsi fréquemment employés.
Sur un programme d'affiliation, les annonceurs mettent à disposition des affiliés des visuels publicitaires, des catalogues produits sous différents formats (XML, txt, csv) ou encore communiquent la façon de réécrire leurs URL pour rediriger l'internaute vers la page de l'annonceur et pouvoir l'enregistrer, à charge pour les affiliés de les intégrer sur leur site. 
Lorsqu'une conversion est enregistrée, elle n'est pas directement rémunérée à l'affilié. Pour éviter la fraude, la vente est en attente, et l'annonceur doit par la suite valider cette vente. Les affiliés reçoivent leurs commissions avec un délai plus ou moins important, sur la base des déclarations des annonceurs. 
Entre un clic et une conversion (enregistrement d'un lead ou d'une vente), il y a de la déperdition. Le ratio de transformation des visiteurs en acheteurs est très bas, rarement plus de 1 % en moyenne. Malgré tout, l'affiliation est un outil de performance marketing efficace et permet à l'annonceur d'obtenir une visibilité accrue en limitant ses coûts.
Il existe encore très peu de données précises sur le marché de l'affiliation en Europe.
Le SRI (Syndicat des régies internet) publie régulièrement les chiffres des investissements publicitaires sur internet : au premier semestre 2010, l'affiliation représentait 8 % des investissements publicitaires sur internet, faisant de l'affiliation le 4e type d'investissement publicitaire internet en France derrière les annuaires (20 %), le « display » (22 %) et le « search » (37 %).